# Paulo Bosísio
Paulo Bosísio GCA (Rio de Janeiro,27 de setembro de 1900 — São Paulo, 06 de agosto de 1985) foi um almirante brasileiro.
Foi ministro da Marinha do Brasil no governo Castelo Branco, de 15 de janeiro a 17 de dezembro de 1965.

## Biografia
Era filho de Paulo Pedro Bosisio e Maria da Glória Bosisio, tendo ingressado na Escola Naval em 1915.
Imediatou: Aviso Muniz Freire e Cruzador Bahia; comandou Contratorpedeiro Marcilio Dias (1946-47) e o Cruzador Tamandaré (1951-55), do qual foi o primeiro comandante; Escola de Aprendizes-Marinheiros de Pernambuco, e a Corveta Rio Branco (1943-44).
Desempenhou as funções de subchefe e chefe do gabinete do ministro da Marinha (administração do Almirante Silvio de Noronha), vice-diretor do pessoal da Marinha e 5º Distrito Naval, 1955, diretor do Arsenal de Marinha do Rio de Janeiro e da Escola de Guerra Naval, entre outras comissões.
Tem serviços relevantes prestados na Primeira Guerra Mundial e Segunda Guerra Mundial, e vivenciou importantes fatos históricos da Marinha e do Brasil. Serviu no Encouraçado São Paulo, quando, na Revolta do Forte de Copacabana, em 1924, o navio o bombardeou, tendo sido, nesse evento, preso pelos amotinados do navio. 
Foi Chefe do Corpo de Alunos da Escola Naval e Chefe do Departamento Escolar da citada Escola.
Ao entrar o Brasil na Segunda Guerra Mundial comandava a E.A.A.M.M. de Pernambuco (1942-1943), tendo sido designado Oficial de Ligação junto ao estado-maior do 1º Grupo de Regiões Militares.
Na imediatice do Cruzador Bahia em 1943, esteve em missão de patrulhamento e comboio na costa brasileira.
Possui as seguintes condecorações: Medalha da Vitória; Medalha de Serviços de Guerra; Medalha de Guerra do Exército; Medalha Militar de Ouro; Medalha Comemorativa do Cinqüentenário da Proclamação da República; Medalha Comemorativa do Centenário do Nascimento de Rui Barbosa; Medalha do Pacificador; Medalha de Maria Quitéria; Oficial do Mérito Naval, e Oficial da Legião do Mérito dos Estados Unidos “por conduta excepcional meritória no desempenho de serviços notórios, prestados ao Governo dos Estados Unidos, enquanto esteve no comando no navio brasileiro Rio Branco”.
Foi promovido a contra-almirante em 1955, a vice-Almirante, 1958 e já na reserva remunerada, ao posto de almirante cinco estrelas, em 1959. Sua longa e brilhante carreira naval foi coroada com o exercício do cargo de Ministro, no período de janeiro a dezembro de 1965. Disciplinador e metódico, era um dos integrantes do grupo conhecido na Marinha como "dos Arquiduques", pelo rigor disciplinar e dedicação ao serviço.
A 17 de Janeiro de 1966 foi agraciado com a Grã-Cruz da Ordem Militar de Avis de Portugal.
Era casado com Kathe Bosísio. Pai de Claudia Bosisio. Faleceu na cidade de São Paulo em dia 6 de agosto de 1985.